# El Pino de Tormes
El Pino de Tormes és un municipi de la província de Salamanca a la comunitat autònoma de Castella i Lleó. Limita al Nord amb Almenara de Tormes i Valverdón, a l'Est amb Florida de Liébana, al Sud amb Parada de Arriba i Porteros (Carrascal de Barregas) i a l'Oest amb Zarapicos.

## Demografia
| 1991 | 1996 | 2001 | 2004 |
| ---- | ---- | ---- | ---- |
| 165  | 181  | 179  | 181  |